# 고구레 지아키
고구레 지아키(일본어: 小暮 千晶, 1999년 3월 12일 ~ )는 일본의 여자 축구 선수이다.

## 구단 경력
2021년 나데시코 리그의 요코하마 FC 시걸스에 입단하였다. 2023년 버니즈 군마 FC 화이트 스타로 이적했다. 2024년 AS 하리마 앨비언로 이적했다.

## 국가대표팀 경력
그녀는 2016년 FIFA U-17 여자 월드컵에 참가할 일본 U-17 국가대표팀에 발탁되었으며, 1경기에 출전, 준우승.